# Phytomyza plantaginis
Phytomyza plantaginis är en tvåvingeart som beskrevs av Robineau-desvoidy 1851. Phytomyza plantaginis ingår i släktet Phytomyza och familjen minerarflugor. Inga underarter finns listade i Catalogue of Life.